# Miss België 2021
Miss België 2021 is de 53e editie van Miss België die op 31 maart 2021 werd gehouden in het Proximus Theater in De Panne, België.
De editie vond voor het eerst plaats zonder publiek, met uitzondering van een zeskoppige jury. De winnaar vertegenwoordigt België op Miss Universe 2020 en/of Miss World. Een van de eredames gaat naar het andere evenement. Kedist Deltour, Miss Oost-Vlaanderen, kreeg het nieuwe kroontje van Miss België. De volledige top 3 bestond uit Vlaamse meisjes.

## Winnaar en finalisten
| Eindresultaat    | Deelneemster |
| ---------------- | --- |
| Miss België 2021 | Oost-Vlaanderen Kedist Deltour |
| 1e eredame       | Vlaams-Brabant Thanaree Scheerlinck |
| 2e eredame       | West-Vlaanderen Louise-Marie Losfeld |
| 3e eredame       | Henegouwen Elodie Gualano |
| 4e eredame       | Vlaams-Brabant Cassandra Tordeur |
| 5e eredame       | Luik Camilia Martinez |
| Top 15           | Oost-Vlaanderen Maritsa van Iterson Luik Marine Godin Luxemburg Lara Buyse Luxemburg Gul Arikaya Vlaams-Brabant Ellen Duplessis Vlaams-Brabant Emilie Brismee Limburg Daphne Nivelles Namen Pô-Lynn Koopmans West-Vlaanderen Jennifer Felix |

### Speciale prijzen
| Prijs                     | Deelneemster         |
| ------------------------- | -------------------- |
| Miss Sympathy             | Pô-Lynn Koopmans     |
| Miss Beach                | Elodie Gualano       |
| Miss Social Media         | Stroobants Kaylee    |
| Miss Charity              | Michèle Debouverie   |
| Miss Sport Miss Flanders  | Louise-Marie Losfeld |
| Miss Model                | Kedist Deltour       |
| Miss Wallonia             | Elodie Gualano       |
| Miss Talent Miss Brussels | Thanaree Scheerlinck |

## Trivia
- Thanaree Scheerlinck, tweede plaats, werd in 2022 Miss Supranational Belgium.
- Louise-Marie Losfeld, derde plaats, werd in 2021 Miss Supranational Belgium, en werd bekroond met een top 12 plaats en de Miss Photogenic award.
- Daphné Nivelles, top 15, werd in 2022 Miss Exclusive en behaalde een top 8 plaats in de Miss Earth competitie.

1928 · 1929 · 1930 · 1931 · 1932 · 1933 · 1934 · 1935 · 1936 · 1937 · 1938 · 1939 · 1940–1945 · 1946 · 1947 · 1948 · 1949 · 1950 · 1951 · 1952 · 1953 · 1954 · 1955 · 1956 · 1957 · 1958 · 1959 · 1960 · 1961 · 1962 · 1963 · 1964 · 1965 · 1966 · 1967 · 1968 · 1969 · 1970 · 1971 · 1972 · 1973 · 1974 · 1975 · 1976 · 1977 · 1978 · 1979 · 1980 · 1981 · 1982 · 1983 · 1984 · 1985 · 1986 · 1987 · 1988 · 1989 · 1990 · 1991 · 1992 · 1993 · 1994 · 1995 · 1996 · 1997 · 1998 · 1999 · 2000 · 2001 · 2002 · 2003 · 2004 · 2005 · 2006 · 2007 · 2008 · 2009 · 2010 · 2011 · 2012 · 2013 · 2014 · 2015 · 2016 · 2017 · 2018 · 2019 · 2020  · 2021 · 2022 · 2023 · 2024 · 2025